# Kreis Cammin i. Pom.

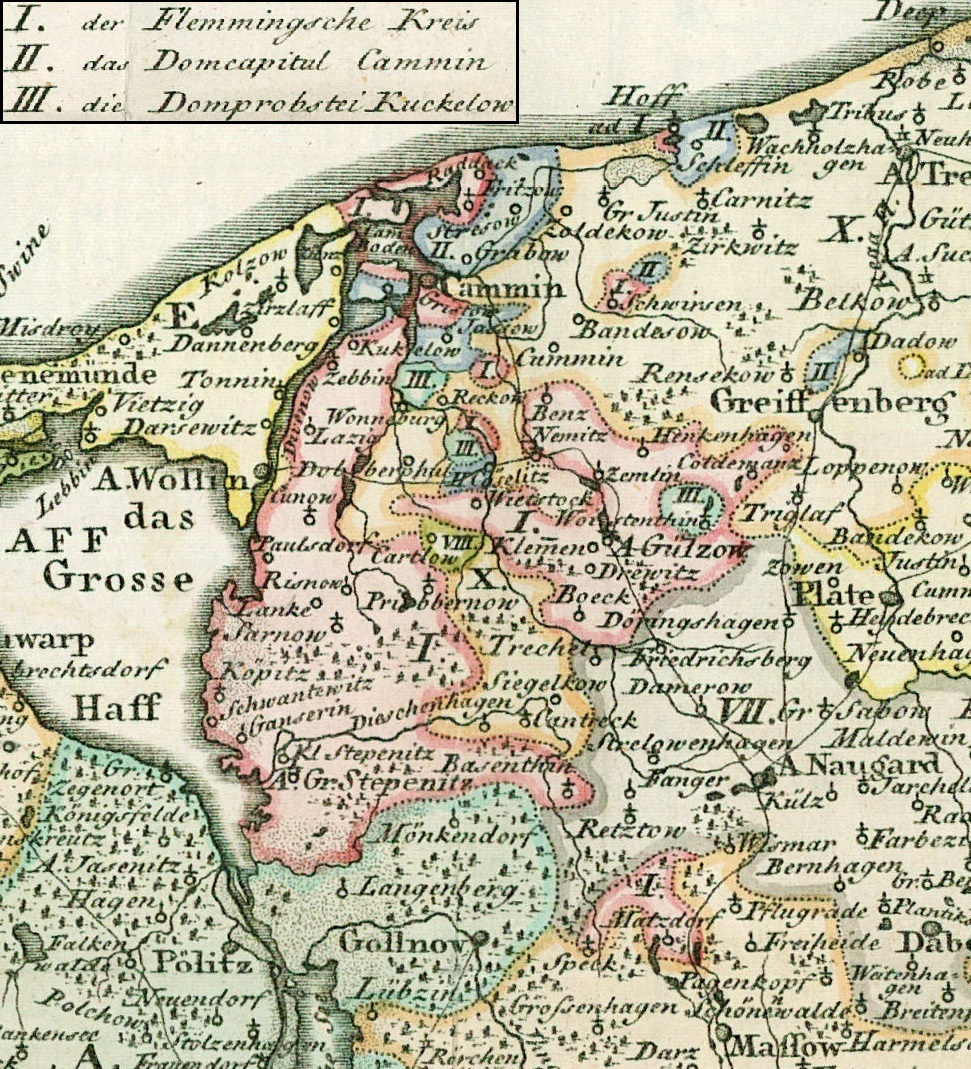
Flemmingscher Kreis (rosa), Domkapitel Cammin und Dompropstei Kucklow im 18. Jahrhundert

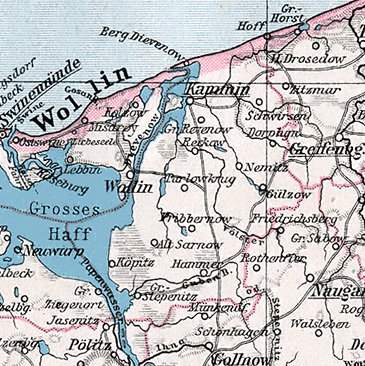
Der Kreis Cammin 1818–1945

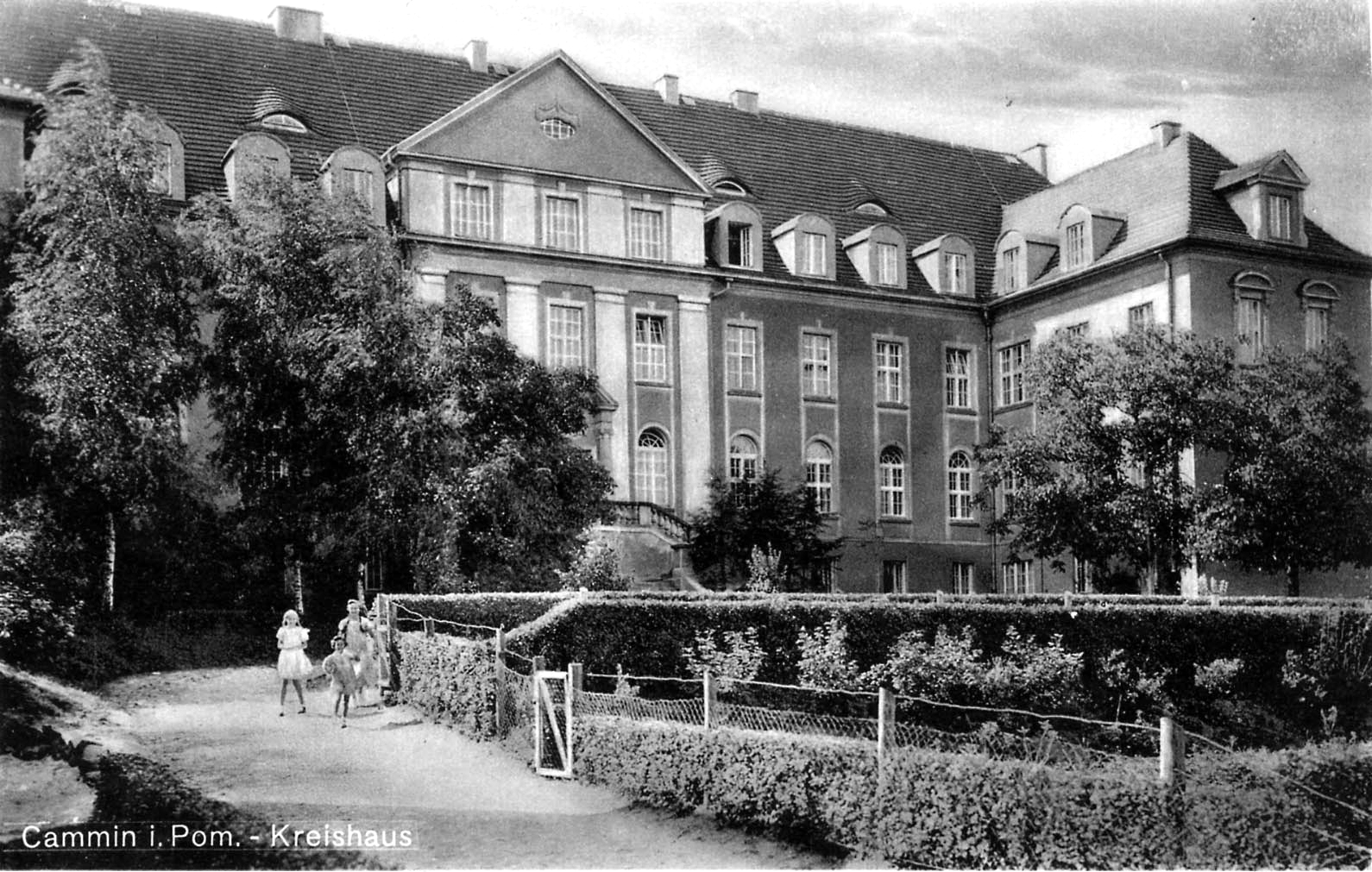
Kreishaus in Cammin

Der Kreis Cammin, zuletzt auch Kreis Cammin i. Pom. genannt und vor 1818 der Flemmingsche Kreis, war ein bis 1945 bestehender Landkreis in der preußischen Provinz Pommern. Seine Kreisstadt war die Stadt Cammin. Das Kreisgebiet entspricht heute größtenteils dem Powiat Kamieński in der Woiwodschaft Westpommern.

## Geschichte
Nachdem Hinterpommern im 17. Jahrhundert an Brandenburg-Preußen gefallen war, entstand eine Kreiseinteilung, die sich an den adligen Besitzverhältnissen orientierte. Die Besitzungen des Adelsgeschlechts derer von Flemming bildeten den Kern des Flemmingschen Kreises, der die Stadt Cammin, die Flecken Groß Stepenitz und Gülzow, die königlichen Ämter Stepenitz und Gülzow sowie eine größere Anzahl von adligen Dörfern und Gütern umfasste.
Die Dörfer der Dompropstei Kucklow und des Domkapitels Cammin wurden 1811 in den Flemmingschen Kreis eingegliedert, nachdem diese beiden Territorien säkularisiert worden waren.
In Folge der Provinzialbehörden-Verordnung vom 30. April 1815 wurde der Flemmingsche Kreis Teil des Regierungsbezirks Stettin in der Provinz Pommern. Durch die Kreisreform zum 1. Januar 1818 im Regierungsbezirk Stettin wurde der nunmehr als Kreis Cammin bezeichnete Kreis neu zugeschnitten. Aus dem Flemmingschen Kreis wechselten sieben Dörfer in den Kreis Naugard und dreizehn Dörfer in den Kreis Greifenberg, darunter acht Dörfer, die bis 1811 zum Domkapitel Cammin gehört hatten. Gleichzeitig kamen 69 Dörfer aus dem Kreis Greifenberg und drei Dörfer aus dem Kreis Usedom-Wollin zum Kreis Cammin. Kreisstadt und Sitz des Landratsamtes wurde die Stadt Cammin.
Der Kreis Cammin umfasste 1871 die Stadt Cammin, 116 Landgemeinden und 97 Gutsbezirke. Seit dem 1. Juli 1867 gehörte er zum Norddeutschen Bund und ab dem 1. Januar 1871 zum Deutschen Reich. Zum 30. September 1928 fand im Kreis Cammin wie im übrigen Freistaat Preußen eine Gebietsreform statt, bei der alle Gutsbezirke bis auf zwei aufgelöst und benachbarten Landgemeinden zugeteilt wurden. In den 1930er Jahren wurde der Kreisname in Cammin i. Pom. abgeändert.
Im März 1945 eroberte die Rote Armee das Kreisgebiet und übergab es ortsweise den „operativen Gruppen“ der Volksrepublik Polen, die ab Februar 1945 für den „Bezirk Westpommern“ hinter der vorrückenden Front tätig wurden, um eine zivile polnische Verwaltung aufzubauen. Im Juli 1945 zwangen Einheiten der polnischen Volksarmee im Zuge einer wilden Vertreibung 193.000 noch vorhandene Einwohner der Kreise Cammin, Naugard, Arnswalde, Stargard, Greifenhagen und Pyritz zu einem Fußmarsch zu Fährorten an der Oder, wo sie übersetzten mussten. Als zunächst dringend für die Aufrechterhaltung der Infrastruktur benötigte Arbeitskräfte waren 20–30.000 Einwohner zurückgeblieben. Nach Schätzungen der polnischen Administration befanden sich Ende September 1945 im Kreis Cammin neben 1500 zugewanderten Polen noch 1900 Deutsche, im Oktober 1948 250 und im November 1949 93.

## Einwohnerentwicklung
| Jahr | Einwohner | Quelle |
| ---- | --------- | ------ |
| 1797 | 18.386 1  | [ 11 ] |
| 1816 | 17.847 1  | [ 12 ] |
| 1846 | 37.869    | [ 13 ] |
| 1871 | 43.533    | [ 7 ]  |
| 1890 | 43.632    | [ 14 ] |
| 1900 | 42.485    | [ 14 ] |
| 1910 | 42.611    | [ 14 ] |
| 1925 | 45.523 2  | [ 14 ] |
| 1933 | 45.046    | [ 14 ] |
| 1939 | 45.198    | [ 14 ] |

## Landräte
Die Auflistung bezieht sich bis 1818 auf den Flemmingschen Kreis.
- 1748–175900Julius Gustav von Flemming
- 1759–176500Carl Friedrich von Flemming
- 1765–178900Georg Christian von Puttkamer
- 1789–180500Lorenz Friedrich von Puttkamer
- 1805–181300Carl Berend Sigismund von Flemming
- 1813–182000Heinrich von der Marwitz
- 1820–184200Voelz
- 1842–184800Albert von Ploetz
- 1850–186800Georg von Köller (schon seit 23. August 1848 kommissarisch)
- 1868–188700Ernst von Köller
- 1887–189400von Kalckreuth
- 1894–189600Arnold Senfft von Pilsach
- 1896–191900Ewald von Massow
- 1919–192100Arthur Schulte-Heuthaus
- 1921–193400Paul Oskar Schuster
- 1934–194000Kurt Wellenkamp
- 1940–194200Ernst Kribben (vertretungsweise)
- 1942–999900Dietger Albrecht (kommissarisch)
- 1942–194500Hans Heinrich von Holstein (kommissarisch)

## Kommunalverfassung
Der Kreis Cammin gliederte sich in die Stadt Cammin, in Landgemeinden und – bis zu deren nahezu vollständiger Auflösung im Jahre 1928 – in Gutsbezirke. Mit Einführung des preußischen Gemeindeverfassungsgesetzes vom 15. Dezember 1933 gab es ab dem 1. Januar 1934 eine einheitliche Kommunalverfassung für alle Gemeinden. Mit Einführung der Deutschen Gemeindeordnung vom 30. Januar 1935 trat zum 1. April 1935 im Deutschen Reich eine einheitliche Kommunalverfassung in Kraft, wonach die bisherigen Landgemeinden nun als Gemeinden bezeichnet wurden. Eine neue Kreisverfassung wurde nicht mehr geschaffen; es galt weiterhin die Kreisordnung für die Provinzen Ost- und Westpreußen, Brandenburg, Pommern, Schlesien und Sachsen vom 19. März 1881.

## Amtsbezirke, Städte und Gemeinden

### Amtsbezirke
Die Landgemeinden und Gutsbezirke des Kreises waren in den 1930er Jahren in 24 Amtsbezirke gegliedert. Die Stadt Cammin war amtsfrei.
| - Amtsbezirk Basenthin - Amtsbezirk Baumgarten - Amtsbezirk Benz - Amtsbezirk Dorphagen - Amtsbezirk Fiskalische Gewässer - Amtsbezirk Fritzow - Amtsbezirk Gristow - Amtsbezirk Groß Justin | - Amtsbezirk Groß Weckow - Amtsbezirk Gülzow - Amtsbezirk Hagen - Amtsbezirk Hohenbrück - Amtsbezirk Kantreck - Amtsbezirk Köpitz - Amtsbezirk Köselitz - Amtsbezirk Pribbernow | - Amtsbezirk Raddack - Amtsbezirk Reckow - Amtsbezirk Rißnow - Amtsbezirk Schwirsen - Amtsbezirk Stepenitz - Amtsbezirk Tessin - Amtsbezirk Tribsow - Amtsbezirk Zebbin |

### Städte und Gemeinden 1945
Zum Ende seines Bestehens im Jahr 1945 umfasste der Kreis Cammin i. Pom. die Stadt Cammin i. Pom., 117 weitere Gemeinden und zwei gemeindefreie Gutsbezirke:
| - Altsarnow - Amalienhof - Bandesow - Basenthin - Batzlaff - Baumgarten - Benz - Böck - Brendemühl - Bresow - Bünnewitz - Büssenthin - Cammin i. Pom., Stadt - Dargsow - Deuthin - Dievenow - Dischenhagen - Dobberphul - Dorphagen - Drewitz - Dünow - Düssin - Flacke - Fritzow - Ganserin - Gaulitz - Gieskow - Görke - Grabow - Grambow - Granzow - Gristow - Groß Justin - Gülzow, Flecken - Hagen - Hammer - Harmsdorf - Henkenhagen - Hermannsthal - Hohenbrück | - Holzhagen - Immenhof - Jassow am Haff - Jassow b. Cammin - Kahlen - Kambz - Kantreck - Kartlow - Klein Justin - Klemmen - Klötzin - Knurrbusch - Köpitz - Köselitz - Kretlow - Kucklow - Kummin - Kunow - Laatzig - Lanke - Lüchenthin - Ludwigsbau - Lüttkenhagen - Marquardsmühl - Medewitz - Mokratz - Moratz - Morgow - Nemitz - Neusarnow - Nitznow - Paatzig - Paulsdorf - Poberow - Polchow - Pribbernow - Rackitt - Raddack - Ramsberg - Rarvin (mit Königsmühl) | - Ravenhorst - Reckow - Redlinsfelde - Revenow - Ribbertow - Riebitz - Rißnow - Sabessow - Sager - Scharchow - Schinchow - Schnatow - Schwantefitz - Schwanteshagen - Schwenz - Schwirsen - Schützendorf - Soltin - Stäwen - Stepenitz - Stresow - Stuchow - Tessin - Tetzlaffshagen - Tonnebuhr - Trebenow - Tribsow - Walddievenow - Weckow (mit Groß Weckow und Klein Weckow) - Wietstock - Wildenhagen - Woistenthin - Wustermitz - Zarnglaff - Zartenthin - Zebbin - Zemlin - Zoldekow - Camminer Haffanteil, gemeindefreier Gutsbezirk - Forst Stepenitz, gemeindefreier Gutsbezirk |

### Aufgelöste Gemeinden
- Adlig Alt Sarnow und Königlich Alt Sarnow, ca. 1929 zur Gemeinde Altsarnow zusammengeschlossen
- Alt Dargsow, ca. 1929 mit dem Gutsbezirk Neu Dargsow zur Gemeinde Dargsow zusammengeschlossen
- Berg Dievenow und Ost Dievenow, am 1. Mai 1935 zu Dievenow
- Friedensfelde, ca. 1929 zu Schwenz
- Gahnz, ca. 1929 zu Schnatow
- Langendorf, ca. 1929 zu Böck
- Klein Poberow, ca. 1929 mit dem Gutsbezirk Groß Poberow zur Gemeinde Poberow zusammengeschlossen
- Dorf Groß Stepenitz, Flecken Groß Stepenitz und Klein Stepenitz, am 1. April 1936 zur Gemeinde Stepenitz zusammengeschlossen
- Alt Tessin und Neu Tessin, ca. 1929 zur Gemeinde Tessin zusammengeschlossen
- Adlig Tribsow und Städtisch Tribsow, ca. 1929 zur Gemeinde Tribsow zusammengeschlossen

### Namensänderungen
Die Gemeinde Aschersruhe wurde am 6. Mai 1936 in Redlinsfelde umbenannt.
Zwischen 1929 und 1937 wurde das anlautende C in den folgenden Ortsnamen ersetzt:
- Cambz → Kambz
- Cantreck → Kantreck
- Cartlow → Kartlow
- Coeselitz → Köselitz
- Cretlow → Kretlow
- Cummin → Kummin

Die Schreibweise der Stadt Cammin blieb unverändert.

## Verkehr
Die Preußische Staatsbahn schloss den Kreis erst 1892 an das Eisenbahnnetz an mit der Strecke Stettin – Swinemünde >111.c<, die in Wietstock eine Zweigbahn zur Kreisstadt erhielt, welche 1906 parallel zur Küste nach Treptow weitergeführt wurde >111.f<. Vom Knotenbahnhof Wietstock beschloss die Nebenbahn nach Regenwalde in den Jahren 1909/10 den Bahnbau im Kreis >111.h<.
Schon vorher hatten die Greifenberger Kleinbahn ihr Schmalspurnetz auch in den Kreis Cammin ausgedehnt, der geringfügig am Gesellschaftskapital beteiligt war. Von Greifenberg erreichte die Kleinbahn 1901 Gülzow und 1903 über Kantreck den Hafenort Stepenitz am Papenwasser (Odermündung) >113.q<. Außerdem zweigte in Gülzow 1905 eine Stichbahn nach Schnatow ab >113.q²<.
(Die Ziffern in >< beziehen sich auf das Deutsche Kursbuch 1939).